# Yves Beaujard
Yves Beaujard (27 de noviembre de 1939 - 4 de junio de 2024) fue un ilustrador, grabador y diseñador de sellos francés.

## Biografía
Nacido en Saint-Aignan-sur-Cher el 27 de noviembre de 1939, Beaujard se graduó de la École Estienne en 1960 y creó sus primeros sellos postales para Vietnam en 1966. Al año siguiente, comenzó una carrera como grabador en los Estados Unidos con el Bureau of Engraving and Printing, produciendo retratos de presidentes estadounidenses para billetes de la Reserva Federal. Regresó a Francia en 1977 y se convirtió en ilustrador y grabador independiente. Contribuyó a la coloración de numerosas obras infantiles, incluida la serie Alex Lechat publicada en Le Journal de Mickey. También realizó ilustraciones francesas para la serie Three Investigators. Su primer sello utilizado por el gobierno francés se emitió en 1999, retratando a Frédéric Ozanam. En diciembre de 2004, se convirtió en vicepresidente de la asociación sin ánimo de lucro Art du timbre gravé. Su proyecto sobre Marianne fue elegido por el presidente Nicolas Sarkozy para convertirse en un sello definitivo, la serie Marianne et l'Europe, en uso desde el 1 de julio de 2008 hasta 2013. Fue padre de Sophie Beaujard, quien también se convirtió en ilustradora, grabadora y diseñadora de sellos.
Beaujard falleció en Mareuil-sur-Cher el 4 de junio de 2024, a la edad de 84 años.